# 1-я флотилия миноносцев кригсмарине
1-я флотилия миноносцев кригсмарине (нем. 1. Torpedoboots-Flottille) — соединение военно-морского флота нацистской Германии, одна из 9 флотилий миноносцев ВМФ Германии периода Второй мировой войны.
Создана в октябре 1939 года. В 1940—1941 года действовала на Северном море и в Ла-Манше. В апреле 1941 года флотилия была переведена на Балтику. В августе 1941 года флотилия была расформирована, а большая часть кораблей включена в состав 2-й флотилии миноносцев.

## Состав
В состав 1-й флотилии входили миноносцы T-1, T-2, T-3, T-4, T-9, T-10.

## Командиры
| Время                    | Командующий флотилией                   |
| ------------------------ | --------------------------------------- |
| октябрь 1939 — март 1940 | капитан-лейтенант Гансфридер Рост;      |
| апрель 1940 — июль 1941  | корветтен-капитан Эдлер фон Ренненкампф |